# Syzygium pseudopinnatum
Syzygium pseudopinnatum là một loài thực vật có hoa trong Họ Đào kim nương. Loài này được Däniker miêu tả khoa học đầu tiên năm 1933.